# Picnic (film, 2008)
Pour les articles homonymes, voir picnic.
Pour plus de détails, voir Fiche technique et Distribution.
Picnic (Pescuit sportiv en roumain, et Hooked, en anglais) est un film roumain réalisé par Adrian Sitaru en 2007 et sorti en 2008 à la Mostra de Venise.

## Synopsis
Iubi et Mihai partent pour une journée à la campagne, où ils comptent pique-niquer. Les conflits latents du couple surgissent durant le trajet en voiture. Mihai presse Iubi d'avouer leur relation adultère à son mari. Alors qu'ils se disputent, Iubi renverse une jeune prostituée sur un chemin de campagne. Mihai, qui a des principes, veut l'emmener à l'hôpital, tandis que Iubi, paniquée, insiste pour la laisser sur le bord de la route. Mihai cède et dépose le corps dans la forêt quand, soudain, Ana, la victime, revient à elle. Mihai et Iubi lui mentent sur ce qui vient d'arriver et sont contraints de l'emmener pique-niquer. Débute alors un trouble jeu du chat et de la souris…

## Fiche technique
- Titre original : Pescuit sportiv
- Titre anglais : Hooked
- Réalisation et scénario : Adrian Sitaru
- Assistants-réalisateurs : Dan Iancan, Stefan Pichis
- Directeur de la photographie : Adrian Silisteanu
- Musique : Cornel Ilie
- Décors : Sorin Damian
- Montage : Adrian Sitaru
- Son : Marius Constantin; Constantin Fleancu
- Durée : 84 minutes
- Pays : Roumanie
- Dates de sortie :
  - Italie : Septembre 2008 (Mostra de Venise)
  - France : 4 février 2009

## Distribution
- Adrian Titieni : Mihai
- Ioana Flora : Iubi / Miha
- Maria Dinulescu : Ana / Violeta
- Nicodim Ungureanu : Ionut
- Alexandru Georgescu : Le conducteur
- Sorin Vasilescu : Le garde-chasse

## Récompenses
- Festival international du film de Thessalonique 2008 : Alexandre d'argent et meilleure actrice (ex-aequo) pour Ioana Flora et Maria Dinulescu